# Млекарево
Млекàрево е село в Югоизточна България, община Нова Загора, област Сливен. Старото име на селото е Юртчии.

## География
Село Млекарево се намира на около 41 km юг-югозападно от областния център Сливен, около 16 km юг-югоизточно от общинския център Нова Загора и около 14 km североизточно от град Раднево. Разположено е в източната част на Горнотракийската низина, югозападно от Светиилийските възвишения. Надморската височина в центъра на селото е около 162 m. Климатът е преходно-континентален, почвите в землището са преобладаващо смолници.
През селото минава второкласният републикански път II-55, който води: на север през село Радево към град Нова Загора; на юг през селата Новоселец и Радецки, покрай ТЕЦ „Марица изток 2“, през селата Полски Градец, Мъдрец и други – към Свиленград.
Землището на село Млекарево граничи със землищата на: село Сокол на север; село Еленово на изток; село Новоселец на юг; село Пет могили на югозапад; село Любенова махала на югозапад; село Богданово на запад.
През южната част на Млекарево протича от североизток на югозапад малка местна рекичка (Мегландере), а североизточно от селото на нея и на неин приток се намират два от общо петте микроязовира в землището.
Населението на село Млекарево, наброявало 1635 души при преброяването към 1934 г. и 1890 към 1965 г., намалява до 513 (по служебен документ на НСИ от 2022-12-31) към 2022 г..
При преброяването на населението към 1 февруари 2011 г. от обща численост 670 лица, за 630 лица е посочена принадлежност към „българска“ етническа група, за 8 – към „ромска“ и за 26 – „не отговорили“, а за „турска“, „други“ и „не се самоопределят“ не са посочени конкретни данни.

## История
Селото се споменава в османотурски регистри през 15 век под името Югурджи.
В книгата си „Опит за история на град Сливен“ Симеон Табаков споменава за село Млекарево (Юртчии):
| „ | „Околните селяни посочват, че при тоя „юрт“ са се намирали много стари работи, па и до днес там личат следи от развалини. Юрт, юртлук в турския език отговаря на нашето „селище“, място на разсипано или напуснато заселище, с развалини от заселище“. | “ |

Първоначално на мястото на днешната южна част на селото съществува турско село, населено с юруци. То наброява до 150 турски къщи и 10 – 15 на аргатите българи. Чума унищожава населението на това турско село. Оцеляват десетина къщи, но селото изчезва. Малко по на север нови преселници-турци правят ново селище, продължение на което е днешното село Млекарево. Идват и преселници-българи за аргати на турците, между които и двама души от западните български покрайнини.
Селото, загинало от чумата, е основано от турци-скотовъдци от групата тюркмени, дошли от Мала Азия и изчезнали около средата на 18 век. Тези юруци пасат своите стада в обширния бозалък, който обхваща цялата околност на селото в посока на село Радецки и село Пет Могили. От тези коняри-юруци идва името Юрукчий на селото.
След Руско-турската война (1877 – 1878 г.) по Берлинския договор 1878 г. селото – тогава с име Юртчии – остава в Източна Румелия; присъединено е към България след Съединението 1885 г.. Село Юртчии е преименувано на Млекарево през 1906 г.
Училище в село Юртчии (Млекарево) е основано през 1876 г. и се помещава в къщата на първия кмет на селото и учител – Андрея Желев. През 1882 г. е построена двуетажна къща, чийто долен етаж се използва за църква, а горният – за училище. През 1914 г. е построена училищна сграда, в която след построяването през 1963 г. на ново училище се помещава читалището. Училището е с име „Кирил и Методий“ и до 1921 г. е начално – до IV отделение (клас). През 1921 г. се открива първи прогимназиален клас и училището се нарича „смесена прогимназия“, а след откриването през 1928 г. на втори и през 1944 г. – на трети прогимназиални класове то става основно училище. Основно училище „Кирил и Методий“ е закрито през 2007 г.
Читалището е основано на 20 октомври 1920 г. от бирника Владо Павлов под името „Христо Ботев“; през периода 1923 – 1934 г, то носи името „Просвета“. Първите книги в библиотеката му са главно със селскостопанско съдържание и са предоставени безплатно от министерството на просветата.
Църквата „Свети архангел Михаил“ е построена през периода 1931 – 1937 г. (по други данни – 1936 – 1941 г.) от тревненски майстори и на 1 юни 1941 г. е осветена от старозагорския митрополит Климент. Необходимите средства са набирани чрез доброволни вноски от населението (почти изцяло) в хода на строителството, което е причина за забавянето му. В църквата прави впечатление резбованият иконостас. До построяването на църквата, църковните служби, обреди, ритуали са извършвани от приходящ свещеник в стая от частна къща, пригодена за целта, а след 1882 г. – в долния етаж на построената за училище на втория ѝ етаж двуетажна къща. През 1930 г. е назначен като свещеник на постоянна служба в селото роденият на 10 март 1906 г. в Раднево и ръкоположен за свещеник през август 1928 г. отец Атанасий Драгов Христов. Той е свещеник в Млекарево от 1930 до 1946 г. С неговото име се свързва учредяването на инициативен комитет за събиране на средства за строеж на храм, учредяването на църковно настоятелство през 1932 г. и освещаването на църквата.
Кредитна кооперация „Успех“ е основана в Млекарево през 1933 г. с първоначална задача да събира членски внос, да набира дялов капитал и със заеми от Българска земеделска и кооперативна банка да подкрепя своите членове с краткосрочни заеми за снабдяването им със земеделски инвентар, добитък за работа и разплод, семена за посев и други. Впоследствие кооперацията открива потребителен магазин, като набавя най-необходимите стоки, започва да изкупува селскостопански произведения, открива спестовни и детски влогове. След 1944 г. кооперацията разширява дейността си и се преименува на Всестранна кооперация, става единствения снабдител на селото и изкупчик на селскостопански произведения, открива ресторанти, работилници, бръснарници и други. През 1959 г. тя е обединена с кооперацията в село Бял кладенец със седалище в Млекарево. Според датировката на съхранената ѝ архивна документация кооперацията действа вероятно до 1989 г.
Трудово кооперативно земеделско стопанство е създадено в село Млекарево през 1950 г. През следващите години то преминава през редица промени на организацията, включително и като Аграрно-промишлен комплекс „Начо Иванов“ след 1973 г., и е закрито през 1995 г. след ликвидация.
Поминъкът е предимно свързан със земеделие и животновъдство. Върхът на досегашното си развитие селото достига през втората половина на 20 век като център на Аграрно-промишлен комплекс на 22 села.

## Обществени институции
Село Млекарево към 2024 г. е център на кметство Млекарево.
В село Млекарево към 2024 г. има:
- действащо читалище „Христо Ботев – 1920“;[23][24]
- православна църква „Свети архангел Михаил“;[25]
- пощенска станция.[26]

## Културни и природни забележителности
В землището на Млекарево има около 15 надгробни могили, където са открити римски и византийски монети.
В селото има ловна дружинка, която към края на август ловува пъдпъдък, по-късно яребици, а през есента зайци. През зимата се ловуват гъски и патици.
На около 18 км се намира язовир Овчарица, идеално място за риболов, в него може да се уловят шаран, каракуда, американски сом, шаран, толстолоб, бял амур и европейски сом, които достигат трофейни размери. „Овчарица“ е един от язовирите с най-голямо количество едра риба, но въпреки това си остава капризен водоем и немалко риболовци, подценявайки обстановката, си тръгват без „удар“.

## Спорт
Селото има отбор по футбол, носещ името „Торпедо Млекарево“. Отборът е редовен участник в междуселските турнири по футбол, организирани от община Нова Загора и села от областта. За турнирната 2009 г. отборът завоюва две първи, едно второ, две трети и едно пето места. През 2011 година със средства от община Нова Загора е изградена модерна спортна площадка. Тя е с площ 450 кв. м, намира се в центъра на селото и е открита с турнир по футбол, в който участват футболни играчи от селата Богданово, Омарчево, Научен, Млекарево, Коньово, Пет могили и Кортен.